# 29A
29A (hexadezimal für 666) war eine der prominentesten Gruppen von Virenprogrammierern. Sie wurde 1996 gegründet und hat sich 2008 aufgrund von Mitgliederschwund selbst aufgelöst.
29A veröffentlichte in unregelmäßigen Abständen acht Ausgaben ihres gleichnamigen Online-Magazins, in denen einige der damals technisch anspruchsvollsten und bekanntesten Computerviren und -würmer mit Quellcode enthalten waren. Darunter befinden sich unter anderem das erste Handyvirus (Cabir), die ersten Viren für Windows XP 64-bit (Rugrat), Microsoft Windows CE (Duts), Microsoft Windows 2000 (Installer), und .NET (Dotnut), oder das erste Virus, das Windows und Linux gleichzeitig infizieren kann (Winux). Auch weit verbreitete Viren wie Santy oder Hybris wurden in den Magazinen veröffentlicht.
Die Viren-Techniken Metamorphismus und Polymorphismus wurden vor allem von 29A-Mitgliedern entwickelt bzw. weiterentwickelt.
Im November 2004 wurde ein russisches Mitglied der Gruppe verhaftet und zu einer Geldstrafe von 3.000 Rubel verurteilt. Als Grund wurde die Verbreitung von zwei Viren angegeben. Kurze Zeit darauf wurden drei weitere Mitglieder ausgeforscht und von der Polizei zur Verbreitung von verschiedenen Viren und Würmern (unter anderem SQL Slammer) befragt.